# Lensplacode

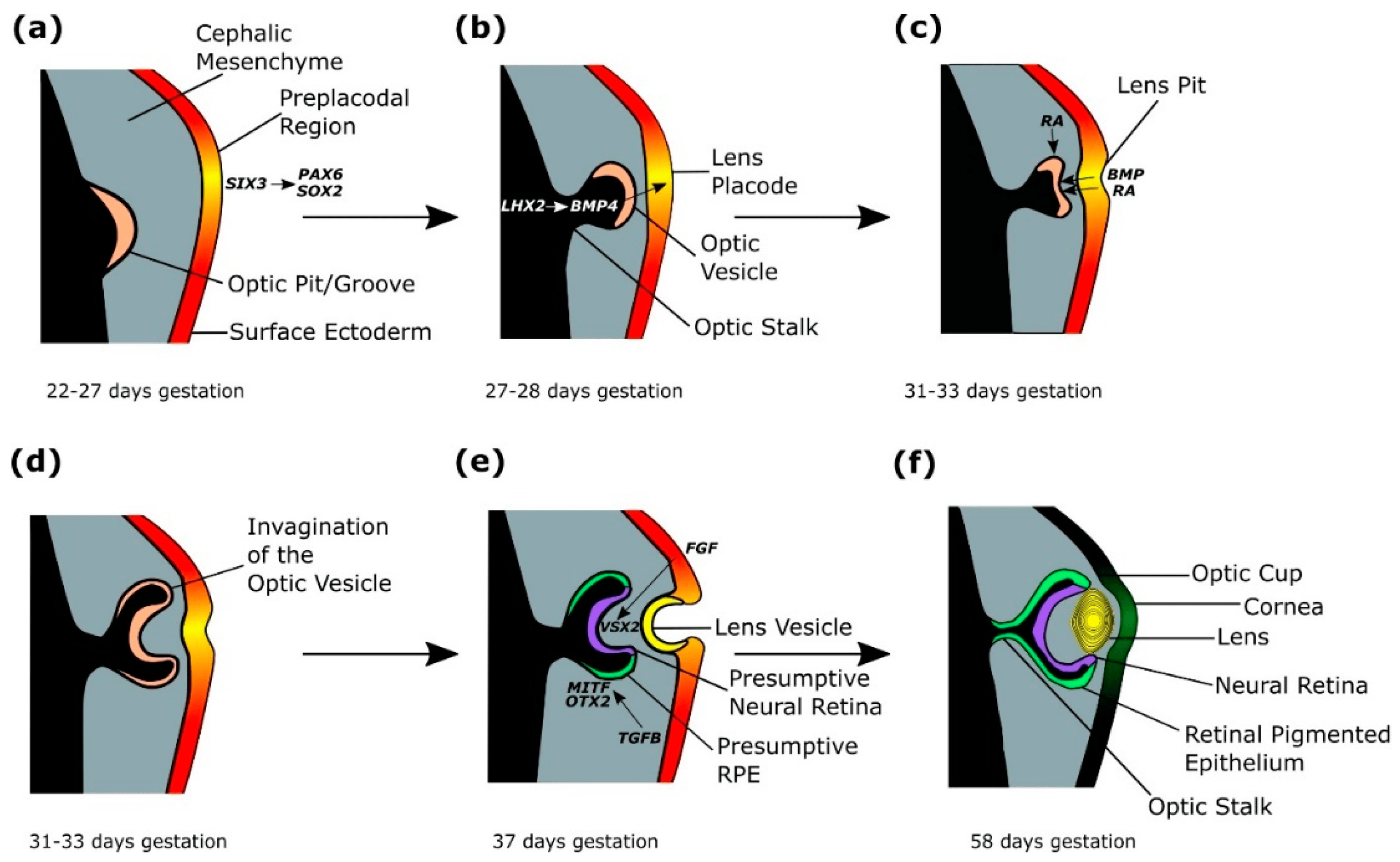
Ontwikkeling van de oogbeker en de lens bij de mens. Dagen vanaf de laatste menstruatie of minus 14 dagen gerekend vanaf de bevruchting. (b) Lensplacode. Optic cup: Oogbeker. Lens pit: Ooggroef, Optic vesicle: Oogblaasje, Retina: Netvlies

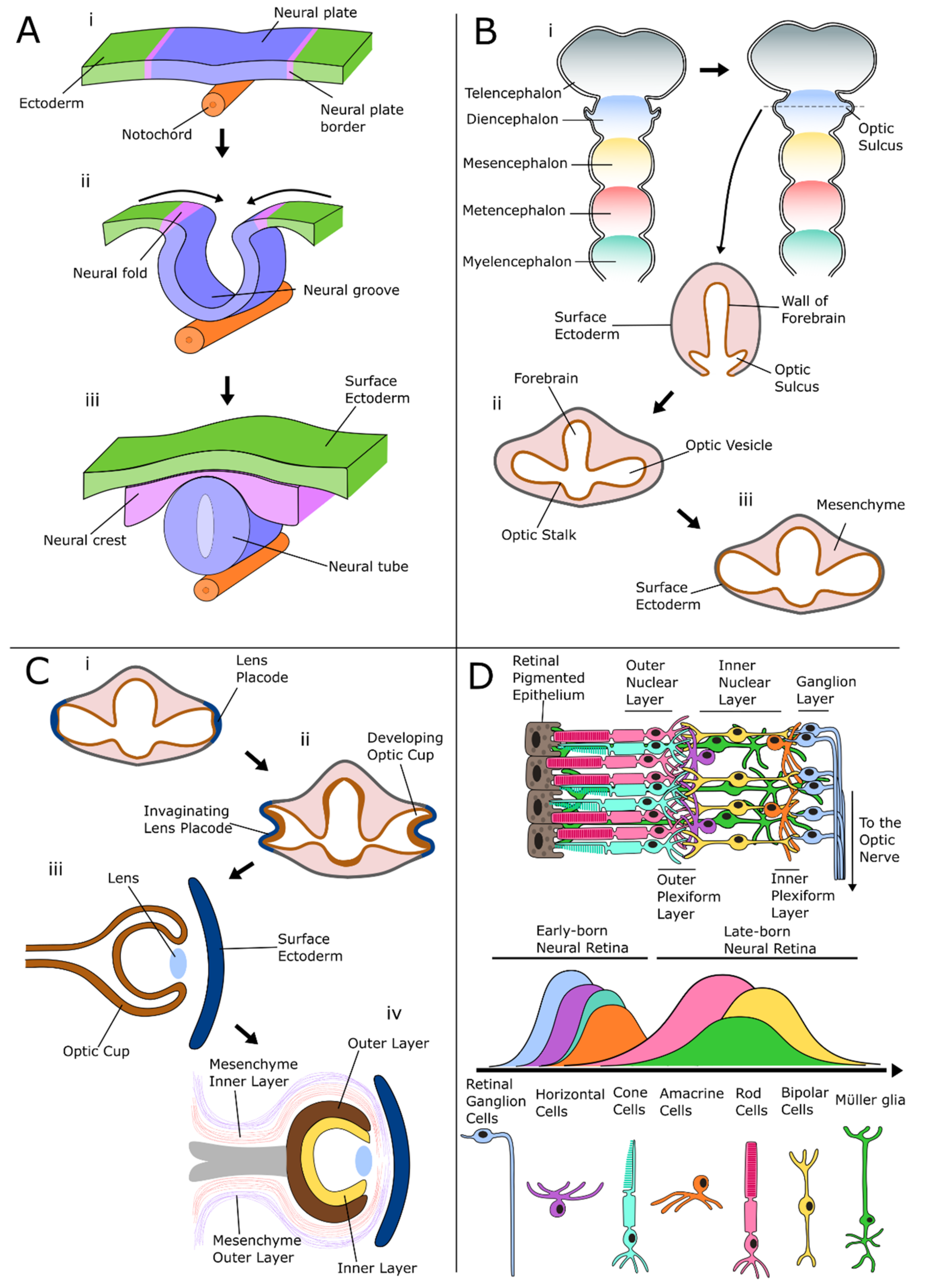
Embryologische ontwikkeling van het oog.
(A) De eerste ontwikkelingsfase is de vorming van de neurale buis.
(B) De vorming van het oogblaasje
(C) Ontwikkeling van de belangrijkste oogstructuren. (Ci) Het gebied van het oppervlakte ectoderm dat het oogblaasje raakt, wordt dikker en vormt de lensplacode
(D) Het netvlies is een gelaagde structuur die bestaat uit veel verschillende cellen, die kunnen worden gesplitst in vroeg gevormde zenuwcellen en laatgevormde zenuwcellen.

De lensplacode is een verdikt deel van het externe of oppervlakte ectoderm dat de voorloper van de ooglens is en wordt gevormd tijdens de embryonale ontwikkeling.
De ontwikkeling van de lens begint wanneer het menselijke embryo ongeveer 4 mm lang is. In tegenstelling tot de rest van het oog, dat voornamelijk is afgeleid van de binnenste embryonale lagen, is de lens afgeleid van het externe ectoderm. De eerste fase van de lensvorming vindt plaats wanneer een bol van cellen gevormd door knopvorming van de binnenste embryonale lagen dicht bij het externe ectoderm komt. De bol van cellen zorgt ervoor dat het nabijgelegen externe ectoderm begint te veranderen in de lensplacode. De lensplacode is de eerste fase van de transformatie van een stukje externe ectoderm in de lens. In dit vroege stadium is de lensplacode een enkele laag cellen. Uit studies bij kippenembryo's blijkt dat de eenlagige lensplacode bestaat uit kubusvormige tot zuilvormige cellen.
Naarmate de ontwikkeling vordert, begint de lensplacode dieper te worden en naar binnen te buigen. Naarmate de placode dieper wordt, vernauwt de opening naar het externe  ectoderm zich en wordt het lensblaasje gevormd. Wanneer het menselijke embryo ongeveer 10 mm lang is, heeft het lensblaasje zich volledig losgemaakt van het externe ectoderm.
De ontwikkeling van de lensplacode bij de mens vindt doorgaans plaats tussen de 13 en 14 dagen na de bevruchting; instulping vindt kort daarna plaats rond de 17 tot 18 dagen.
De beperkte "expansiehypothese” stelt dat de adhesie van de ectodermcellen aan de extracellulaire matrix een sleutelfactor is in de vorming van de lensplacode. Deze celadhesie gaat gepaard met celproliferatie, wat ook van invloed is op de hoeveelheid cellen en de cellengte.

## Transcriptiefactoren
Pax6 is een transcriptiefactor die essentieel is voor de ontwikkeling van de lensplacode. Meer specifiek is het nodig voor de volledige ontwikkeling van het dorsal oppervlakte-ectoderm. Pax6 is geïdentificeerd als een noodzakelijke transcriptiefactor voor de dikte van de lensplacode.
SOX2 is een transcriptiefactor die samenwerkt met Pax6 om de lensplacode te ontwikkelen. Ze behouden dezelfde eiwitniveaus in het ectoderm. Daarom zijn SOX2 en Pou2f1 betrokken bij de ontwikkeling van de lensplacode.

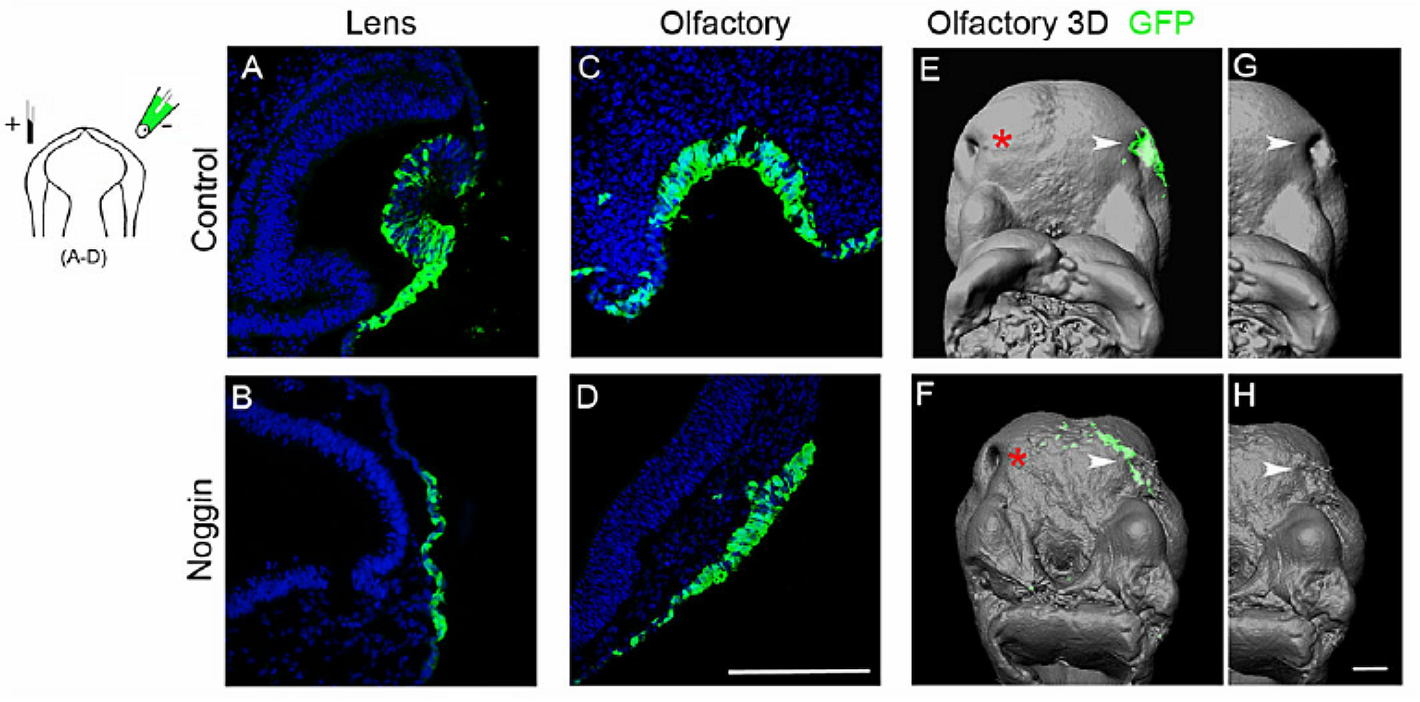
Noggin-expressie in lensplacode en neusplacode